# Trofeul Carpați (handbal feminin) - Ediția a 7-a
Competiția din 1966 reprezintă a șaptea ediție a Trofeului Carpați la handbal feminin pentru senioare, turneu amical organizat anual de Federația Română de Handbal începând din 1959. Ediția din 1966, la care au luat parte cinci echipe, a fost găzduită de orașul București și s-a defășurat între 13-17 noiembrie 1966. Câștigătoarea turneului din 1966 a fost selecționata principală a orașului București.
Meciurile s-au desfășurat în Sala Floreasca.

## Echipe participante
La a șaptea ediție a Trofeului Carpați nu au fost înscrise echipe naționale ci selecționate ale orașelor.

### România
România a fost reprezentată de două selecționate ale capitalei București.

#### Selecționata orașului București
Selecționata principală a orașului București a fost pregătită de antrenorii Francisc Spier și Dumitru Popescu-Colibași.
| Portari - Irene Nagy-Klimovski - Lucreția Anca Extreme - Lidia Dumitru - Tereza Székely Centri - Eva Gaspari - Irene Oancea | Pivoți - Edeltraut Franz-Sauer - Antoaneta Vasile-Oțelea Interi - Rodica Floroianu - Felicia Gheorghiță-Bâtlan - Angela Moșu - Anna Stark-Stănișel |

#### Selecționata de tineret a orașului București
Selecționata de tineret a orașului București a fost pregătită de antrenorul Victor Chita.
| Portari - Maria Buzaș - Maria Nicolae - Elisabeta Simo Extreme - Christine Metzenrath-Petrovici - Lucreția Neagoe Centri - Petruța Băicoianu-Cojocaru - Constanța Ilie - Aneta Schramko | Pivoți - Rozália Soós - Emilia Neghină Interi - Simona Arghir - Elena Dobârceanu-Răducanu - Maria Domșa - Magdalena Miklós |

### Iugoslavia
Iugoslavia a fost reprezentată de o selecționată a capitalei Belgrad.

### Ungaria
Ungaria a fost reprezentată de o selecționată a capitalei Budapesta.

### Uniunea Sovietică
Uniunea Sovietică a fost reprezentată de o selecționată a capitalei Moscova.

## Clasament și statistici
Ediția a șaptea a Trofeului Carpați la handbal feminin a fost câștigată de selecționata principală a orașului București.

### Clasamentul final
|   | București         |
|   | Belgrad           |
|   | Moscova           |
| 4 | Budapesta         |
| 5 | București-tineret |